# Kenneth S. Reightler
Kenneth Stanley Reightler, Jr., född 24 mars 1951 i Maryland, är en amerikansk astronaut uttagen i astronautgrupp 12 den 5 juni 1987.

## Rymdfärder
- STS-48
- STS-60